# (33326) 1998 RJ4
1998 RJ4 (asteroide 33326) é um asteroide da cintura principal. Possui uma excentricidade de 0.07543040 e uma inclinação de 21.93653º.
Este asteroide foi descoberto no dia 14 de setembro de 1998 por LINEAR em Socorro.